# Heliophila coronopifolia
Heliophila coronopifolia är en korsblommig växtart som beskrevs av Carl von Linné. Heliophila coronopifolia ingår i släktet solvänner, och familjen korsblommiga växter. Inga underarter finns listade i Catalogue of Life.

## Bildgalleri

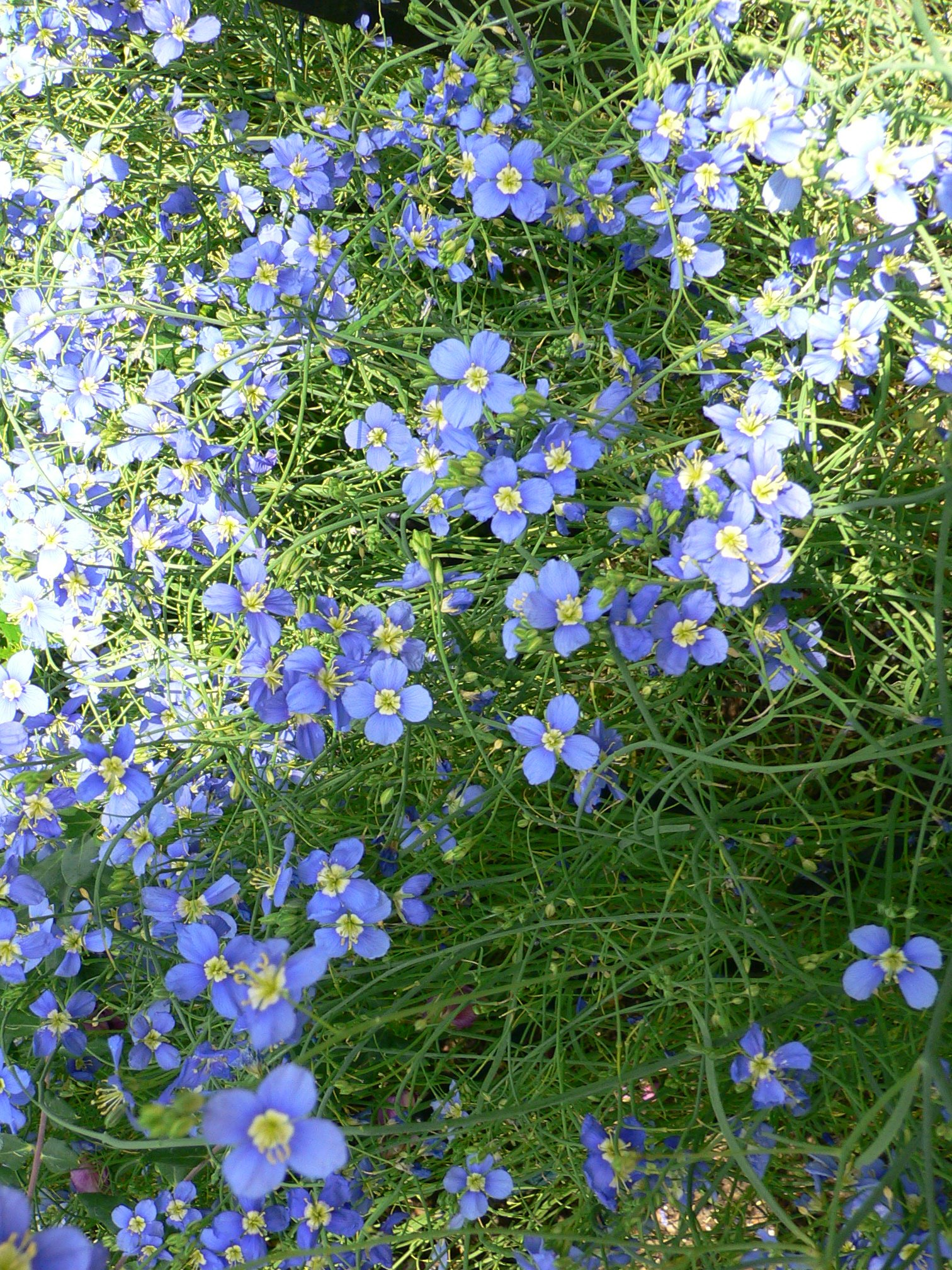
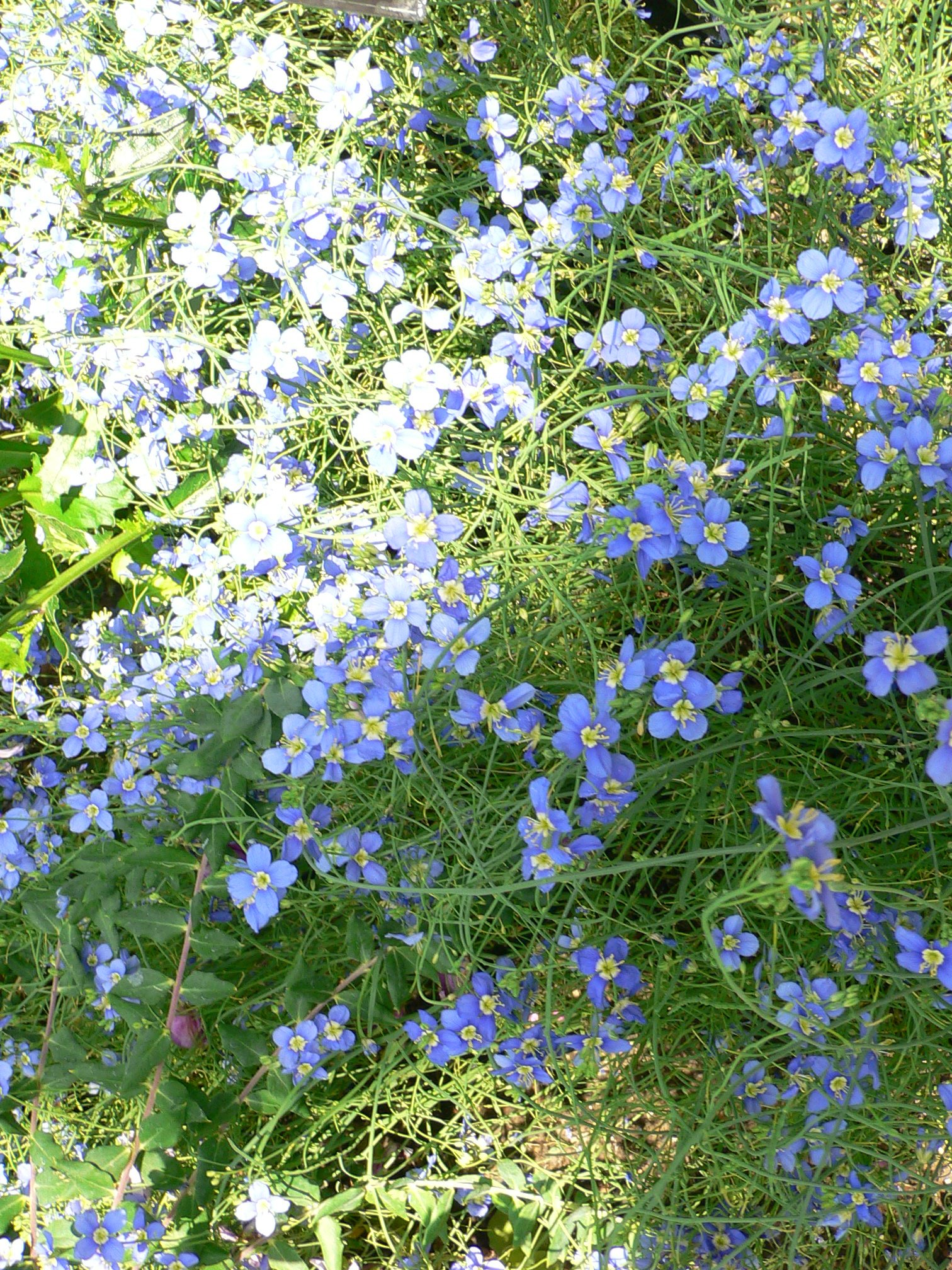